# 쿠스쿠스 (삽화가)
쿠스쿠스(일본어: くすくす)는 일본의 게임 원작가로, 2007년 현재 일본의 성인용 게임 회사인 파렛트에 소속되어 있다.
전직 애니메이터 출신인 그는 레이트블랙에서 작품 1편, 라이트에서 작품 2편을, 파렛트에서 작품 3편을 맡았다.

## 담당 작품
- Rateblack
  - 콰이어

- light
  - 술탄 ~ 더 러브송 이스 포에버
  - 디어 마이 프렌드

- 파렛트
  - 만약 내일이 맑다면
  - 사쿠라 슈트랏세
  - 사쿠란보 슈트랏세